# Thelonious Monster
I Thelonious Monster sono un gruppo alternative rock statunitense formato nel 1986. La band, dalla formazione molto variabile che ruota attorno al cantante Bob Forrest, ha pubblicato cinque album di studio fino ad oggi, di cui uno su Epitaph Records.
Il nome deriva dal noto musicista jazz Thelonious Monk.

## Discografia

### Album studio
- 1986 - Baby...You're Bummin' My Life out in a Supreme Fashion
- 1987 - Next Saturday Afternoon
- 1989 - Stormy Weather
- 1992 - Beautiful Mess
- 2004 - California Clam Chowder

### EP
- 1987 - The Boldness of Style EP

### Singoli
- 1989 - So What If I Did
- 1992 - Blood Is Thicker than Water
- 1993 - Body and Soul?
- 1993 - Adios Lounge (1993)